# Bailleul (Orne)
 Bailleul  es una localidad y comuna de Francia, en la región de Baja Normandía, departamento de Orne, en el distrito de Argentan y cantón de Trun. Está integrada en la Communauté de communes du Pays d’Argentan.

## Demografía
| 425 | 430 | 523 | 518 | 558 | 603 |
| Para los censos de 1962 a 1999 la población legal corresponde a la población sin duplicidades (Fuente: INSEE [Consultar]) |     |     |     |     |     |